# Malvina Chrząszcz
Malvina Chrząszcz (ur. 17 lutego 1994 na Florydzie w Stanach Zjednoczonych) – polska szachistka, medalistka Mistrzostw Polski oraz uczestniczka Mistrzostw Europy w szachach.

## Kariera szachowa
Karierę zaczęła od dwóch złotych medali na Mistrzostwach Polski Juniorek w Szachach Szybkich P'30 i Błyskawicznych P'5 do 10 lat oraz srebrnego medalu na Mistrzostwach Polski Juniorek w Szachach Szybkich P'15 do 10 lat. Wielokrotnie startowała w Finałach Indywidualnych Mistrzostw Polski Juniorów w Szachach. W latach 2007–2008 dwukrotnie zdobyła srebrne medale w Mistrzostwach Polski Juniorów do 14 lat, uzyskując powołanie do Młodzieżowej Akademii Szachowej oraz nominację na Indywidualne Mistrzostwa Europy. W 2007 roku zadebiutowała na Mistrzostwach Europy Juniorów w Szachach do lat 14 w Chorwacji, zajmując 31. miejsce. Rok później reprezentowała Polskę na Mistrzostwach Europy w Czarnogórze, zajmując 7. miejsce. W latach 2006–2008 trzykrotnie zdobywała Drużynowe Mistrzostwo Europy Szkół, a w 2009 roku srebrny medal wraz z drużyną UKS SP8 Chrzanów.
W 2009 zdobyła dwa brązowe medale Mistrzostw Polski Juniorek w Szachach Szybkich do 16 lat w Koszalinie. W 2010 zajęła z drużyną UKS SP 8 Chrzanów 2. miejsce na I Lidze Juniorów, jednocześnie zajmując 2. miejsce na szachownicy starszej juniorki. W 2011 zdobyła złoty medal Mistrzostw Polski Juniorek w Szachach Błyskawicznych do 18 lat oraz srebrny medal Mistrzostw Polski Juniorek w Szachach Szybkich do 18 lat w Warszawie.
W 2012 roku wystąpiła w Finale Mistrzostw Polski Kobiet. W 2013 zajęła z drużyną MLKSz Myślenice 4. miejsce w finale 55. Ogólnopolskiego Turnieju Szachowego o „Złotą Wieżę” w Zamościu, jednocześnie zajmując 2. miejsce na szachownicy kobiecej. W 2014 zajęła z drużyną MLKSz Myślenice 4. miejsce w Drużynowych Mistrzostwach Polski Seniorów – II Liga w Szczyrku. W latach 2013–2017 zdobywała medale Akademickich Mistrzostw Polski w Szachach wraz z drużyną z Akademii Górniczo-Hutniczej w Krakowie oraz Politechniką Warszawską.
Najwyższy ranking w dotychczasowej karierze osiągnęła 1 marca 2012 r. – 2085.